# Pergalumna myrmophila
Pergalumna myrmophila är en kvalsterart som först beskrevs av Berlese 1914.  Pergalumna myrmophila ingår i släktet Pergalumna och familjen Galumnidae. Inga underarter finns listade i Catalogue of Life.